# Rubén Caravaca
Rubén Caravaca Fernández (Madrid, 9 de julio de 1959-20 de septiembre de 2023) fue un activista social, escritor y gestor cultural español, especializado en comunicación, cooperación, producción y mentoría cultural. Su contribución en la gestión cultural, la educación, la comunicación y el asociacionismo enriqueció la escena cultural madrileña y nacional, y su legado como "agitador cultural" ha sido recordado en el mundo de las artes y la cultura.

## Trayectoria

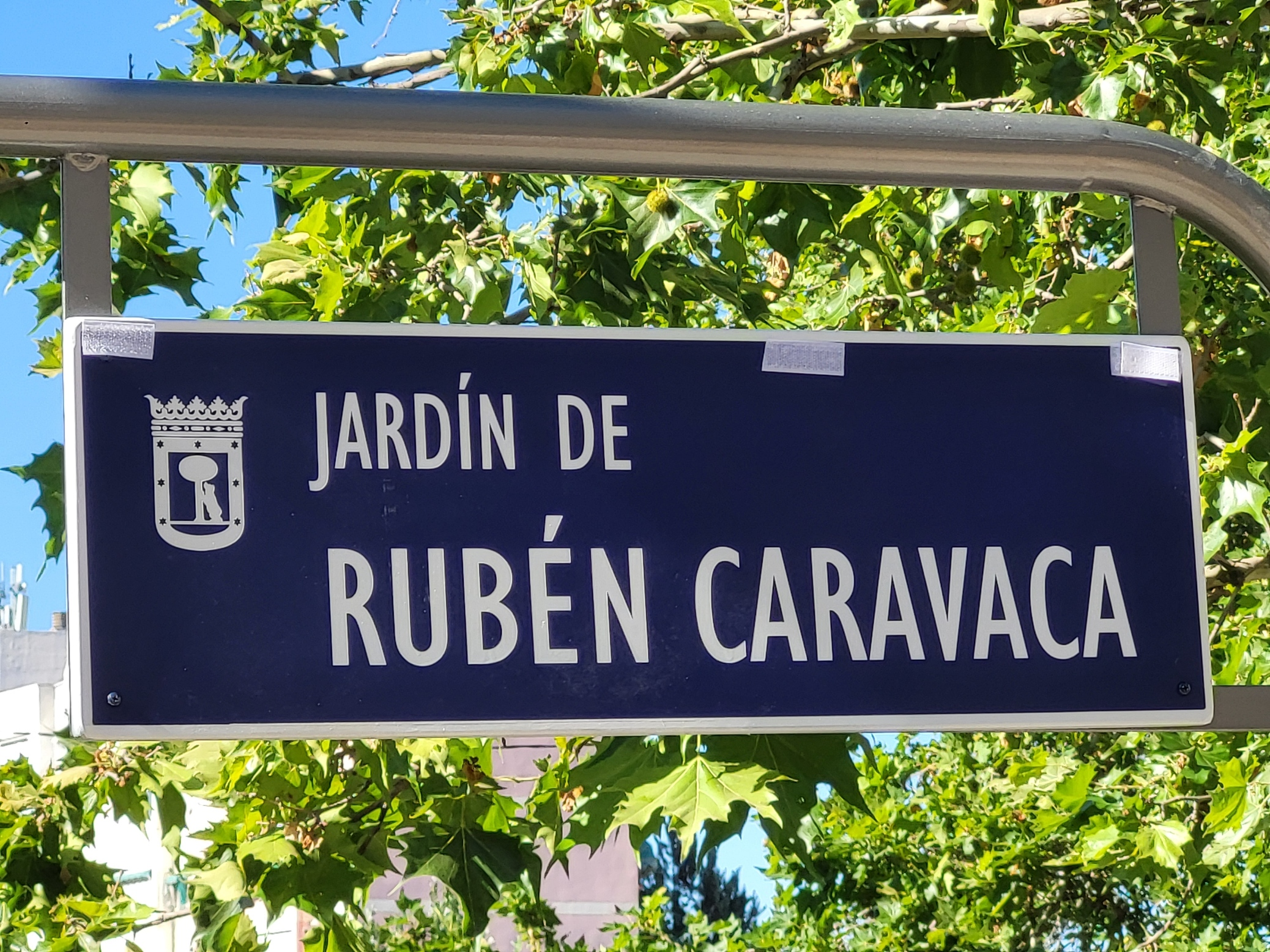
Placa del Jardín de Rubén Caravaca en el Distrito de Hortaleza de Madrid

Comenzó la militancia política a finales de los años 70 en el movimiento juvenil de Hortaleza, su barrio, donde fundó con otros las Juventudes Socialistas, y militó en el PSOE hasta 1997. Después de las primeras elecciones municipales democráticas, y siendo muy joven, participó como técnico en la eclosión cultural del distrito y consiguió que tocaran en Hortaleza grupos como Siniestro Total. Desempeñó un papel importante en el ámbito del asociacionismo cultural, siendo presidente de la Asociación de Gestores y Técnicos Culturales de la Comunidad de Madrid (AGETEC) en los años 2011 y 2012. Además, fue el fundador de la Asociación Cultural Fabricantes de Ideas, Cultura en Red y Movimiento (CEREM), y la Peña Las Colchoneras del Atlético de Madrid Femenino.
Durante la década de 1980, desempeñó un papel fundamental como Técnico Cultural en el Ayuntamiento de Madrid, donde comenzó a forjar su camino en el mundo de la gestión cultural. Además, fue el fundador de varias iniciativas culturales notables. Junto su socia durante muchos años, Gloria Parra, fundó en 1989 Yeiyeba y, un poco más adelante Nox Producciones, empresas pioneras en la representación de artistas africanos y latinoamericanos, como Dissidenten, Los Tigres del Norte, Susana Baca, Bajofondo Tango Club, Totó la Momposina, Natacha Atlas, Hoba Hoba Spirit, Badiaa Bouhrizi o Vieja Trova Santiaguera, a muchos de los cuales trajo a actuar a España por primera vez. También fundó Yeiyeba, músicas del mundo, La Fábrica de Ideas y la Asociación Cultural Fabricantes de Ideas.
En el ámbito de la comunicación y la música, Caravaca tuvo un papel esencial en la gestión y comunicación de festivales culturales, incluyendo su responsabilidad en la comunicación del Festival Pirineos Sur de 2006 a 2013. También fue el fundador de festivales notables como Noches de Ramadán, Tren de la Diversidad, Lavapiés Diverso, Hola, Lavapiés, ArganzuelaFemFest y Por el Derecho a la Vivienda. Además, fue responsable de comunicación de artistas internacionales en España y como director de la colección de libros-CDs 'Músicas del Mundo' en Fnac-España. También dirigió 'Sonora Cubana' en Virgin-Emi. Su trabajo en la promoción de la música y la cultura dejó una huella duradera en la escena cultural española.
Como articulista, Caravaca contribuyó en diversas publicaciones, colaborando en medios como El Confidencial, Público, Vozpópuli, Cambio 16, El Diario Vasco o La Marea, entre otros, y fue responsable de la sección Culturas Invisibles en El Asombrario del diario Público. Además, fue autor de una docena de libros y ha sido un conferenciante destacado en eventos culturales y académicos en todo el mundo. Participó como ponente en el 1º y 2º Encuentro de Acción y Gestión Cultural en Rabat, Marruecos, en los años 2011 y 2013. También fue ponente en el 5º Forum de Industrias Culturales en el Museo Nacional Centro de Arte Reina Sofía en Madrid en 2013. Además, contribuyó al estudio 'Modelo español de financiación de las artes y la cultura en el contexto europeo' en 2013 y fue ponente en el Encuentro de Músicas Actuales en Dakar en el mismo año. Su participación en el Observatorio de Cultura y Comunicación de la Fundación Alternativas en 2013 subraya su influencia en la discusión cultural.
Como docente, Caravaca ha compartido su conocimiento y experiencia en la gestión cultural como profesor en diferentes instituciones académicas. Durante los años 2007 a 2010, se desempeñó como profesor en el Master de Gestión Cultural de la Universidad de Zaragoza. También fue profesor invitado en el Postgrado de Cooperación y Gestión Cultural de la Universidad de Barcelona. Su compromiso con la educación cultural se extendió a nivel internacional, donde dirigió talleres y cursos en lugares como Mozambique, Guatemala, Cartagena de Indias, Santo Domingo, Conakry, Santiago de Chile y Madrid. Además, fue profesor del Curso de 'Director de Proyectos Culturales' en la Fundación Contemporánea desde 2014 y participó como ponente en numerosos eventos y conferencias relacionados con la cultura. Fue miembro del Panel de Expertos del Observatorio de la Cultura y formó parte de la Red Iberoamericana de Docentes IBERTIC.

## Obra
- 1995 – 313 boleros, por ejemplo. Editorial Guía de Música. ISBN 9788488857118.
- 1996 – Boleros (antología).
- 2000 – La diversidad musical de la Península Ibérica.
- 2001 – Las músicas del Mediterráneo. Con Maurizio Martinotti y José Antonio Torregrossa Bou.
- 2001 – Las músicas de los Balcanes y el Cáucaso. Con José Miguel López Ruiz. Fnac España. ISBN 9788495639042.
- 2006 – Música de Mujer. Con Yolanda Agudo López.
- 2007 – Guía de las músicas del Magreb. Con Yolanda Agudo López. Asociación Cultural Fabricantes de Ideas. ISBN 9788461151264.
- 2008 – Cuando el río suena en Europa, la diversidad de sus venas fluviales y sonoras.
- 2009 – La diversidad de las músicas de Marruecos. Editorial Asociación Cultural Fabricantes de Ideas. ISBN 9788461332342.
- 2012 – La gestión de las músicas actuales. Editorial Acerca.

## Homenajes

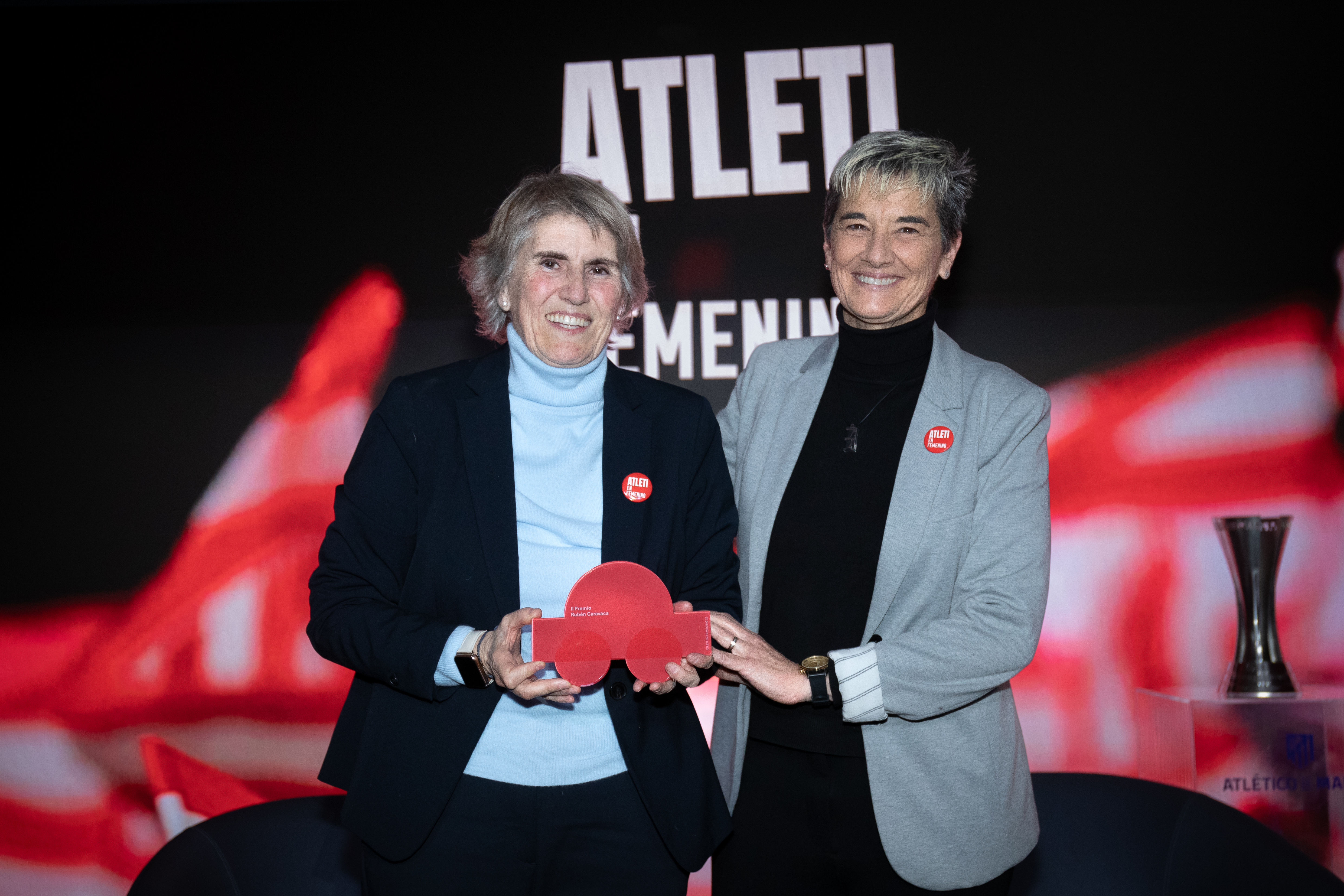
Paloma recibe el premio Rubén Caravaca de manos de Lola Romero en la III edición de Atleti en Femenino en 2025

En junio de 2024 el Ayuntamiento de Madrid dio su nombre a una zona verde del distrito de Hortaleza a propuesta de la Asociación Vecinal La Expansión de San Lorenzo tras su aprobación por la junta del distrito en diciembre de 2023 para elogiar su labor como gestor cultural en el barrio desde 1982 destacando que le dio formato a las actuales fiestas del distrito, la creación de dotaciones culturales y otras actividades destinadas a dignificar la vida sociocultural de su vecindario.
Desde 2024 la Asociación Los 50 y la Peña Las Colchoneras otorgan el Premio Rubén Caravaca «para poner en valor la labor de personalidades, agrupaciones o proyectos que trabajen fomentando los valores que transmitía Rubén: rebeldía, colaboración, fraternidad, multiculturalidad... amor por la cultura y el deporte.» El Premio se entrega en el acto Atleti en Femenino y lo han ganado las Dragonas de Lavapiés y Paloma del Río en 2024 y 2025 respectivamente.